# Wingatui
Wingatui est une petite localité située dans l’Île du Sud de la Nouvelle-Zélande.

## Situation
Elle est située à environ 15 kilomètres à l’ouest de la ville de Dunedin et 2 kilomètres à l’est de la ville de Mosgiel.
C’est devenu progressivement une banlieue de Mosgiel, mais elle continue à conserver sa propre identité et son passé.

## Installations
La ville fut connue initialement pour sa gare et surtout pour son hippodrome.

## Population
Wingatui a une population croissante d'environ 1 557 habitants, selon le Recensement néo-zélandais de 2013.
Wingatui bénéficie d’un taux de chômage très faible , et d’un haut niveau de revenus  comparés avec Dunedin, toute proche.

## Accès
La construction du chemin de fer à Wingatui commença en 1879.
Wingatui est l’une des principales gares de la Taieri Gorge Railway, et est aussi le point d’entrée du tunnel de Chain Hill : un tunnel ferroviaire à voie unique actuellement désaffecté, qui reliait Wingatui à Abbotsford, une banlieue à l’est de Dunedin.
Des groupes d'action locaux travaillent avec le conseil de la cité de Dunedin (en) pour réhabiliter le tunnel désaffecté, pour la circulation des piétons et des cyclistes.
Il y a plusieurs lotissements à Wingatui, dont les propriétaires élèvent des chevaux et participent à des courses hyppiques.
Les jours de courses, les trains en provenance de Dunedin sont connus pour transporter plusieurs centaines de spectateurs jusqu'à la gare de Wingatui (en) pour assister aux courses de chevaux.

## Toponymie
Un mythe urbain populaire attribue le nom de la commune à un incident de chasse de William Stevenson, colon nouvellement arrivé, blessant un tui, espèce d'oiseau en danger ; A.W. Reed le décrit comme étant « sûrement apocryphe » et que ce nom peut être simplement la contraction de whiringatua - « le lieu du  tressage des sangles » ou uingatui - « ce que dit le tui », en référence à la capacité d’apprentissage de la parole par le tui, ou encore whiringa-a-tau - Gérygone de Nouvelle-Zélande .

## Célébrités
- Brian J. Anderton (ONZM) - Jockey, entraîneur et éleveur néo-zélandais, inscrit au Hall of Fame des courses de chevaux. Biographie publiée en 2013[7] ;
- Hector A. Anderton (père de Brian)– Entraîneur de chevaux, trois fois champion[8] ;
- Midge Didham (en) – jockey, vainqueur Melbourne Cup en 1970 avec le cheval Baghdad Note (en) ;
- Bob Heasley – entraîneur, vainqueur de la Melbourne Cup 1970 avec Baghdad Note (en)[9] ;
- Show Gate (en) – Cheval néo-zélandais vainqueur en 1975 et 1977 (premier double gagnant de ce titre) – il a remporté 30 de ces 51 départs ;
- R.J. (Bob) Skelton (en)  MBE : jockey vainqueur du Premiership à neuf reprises, vainqueur de la Melbourne Cup avec le cheval Van Der Hum, a monté Great Sensation pour trois victoires consécutives a la Wellington Cup, intronisé au New Zealand Racing Hall of Fame et membre du New Zealand Hall of Fame ; jockey titulaire des écuries d’Hector A. Anderton, devient le gendre d'Anderton.